# Luz (tên)
Luz là tên thường đặt cho phụ nữ ở người Bồ Đào Nha và hiếm khi được tìm thấy ở Tây Ban Nha. Tên này có nghĩa là ánh sáng. Tên được rút ngắn từ Nossa Senhora Da Luz, một văn tự của Công giáo La Mã về Đức Trinh Nữ Maria là "Đức Mẹ Ánh Sáng".